# Jackson Irvine
Jackson Alexander Irvine (Melbourne, 7 maart 1993) is een Australisch-Schots voetballer die doorgaans speelt als middenvelder. In juli 2021 verruilde hij Hibernian voor FC St. Pauli. Irvine maakte in 2013 zijn debuut in het Australisch voetbalelftal.

## Clubcarrière
Irvine speelde in de jeugd van Ringwood City, Knox City, Endeavout United, Richmond SC en via Melbourne Victory kwam hij in 2010 terecht bij Celtic na een succesvolle proefperiode. Op 1 september 2012 maakte hij zijn professionele debuut voor Celtic. In eigen huis werd met 2–2 gelijkgespeeld tegen Hibernian en Irvine mocht van coach Neil Lennon in de tweede helft invallen voor Victor Wanyama. In augustus 2013 werd de Australiër verhuurd aan Kilmarnock. Een jaar later werd Irvine voor de tweede maal verhuurd; dit keer nam Ross County hem tijdelijk over. Na afloop van het seizoen 2014/15, waarin de middenvelder overwegend basisspeler was, nam Ross County hem op definitieve basis over.
Irvine verkaste in de zomer van 2016 over naar het Engelse Burton Albion, waar hij voor drie jaar tekende. In zijn eerste seizoen in Engeland maakte Irvine tien competitiedoelpunten en hij werd verkozen tot speler van het jaar bij de club. Van zijn contract voor drie jaar maakte de Australiër er maar één vol; na een jaar nam Hull City de middenvelder over. Met de overgang was ruim twee miljoen euro gemoeid en hij zette zijn handtekening onder een verbintenis voor de duur van drie seizoenen. Na die drie seizoenen kwam Irvine zonder club te zitten, tot Hibernian hem in januari 2021 contracteerde. Aan het einde van het seizoen stapte de Australiër transfervrij over naar FC St. Pauli. Aan het einde van het seizoen 2023/24 promoveerde Irvine met St. Pauli naar de Bundesliga.

## Clubstatistieken
| Seizoen | Club          | Competitie    | Competitie | Competitie | Beker | Beker | Internationaal | Internationaal | Totaal | Totaal |
| Seizoen | Club          | Competitie    | Wed.       | Dlp.       | Wed.  | Dlp.  | Wed.           | Dlp.           | Wed.   | Dlp.   |
| ------- | ------------- | ------------- | ---------- | ---------- | ----- | ----- | -------------- | -------------- | ------ | ------ |
| 2012/13 | Celtic        | Premiership   | 1          | 0          | 0     | 0     | 0              | 0              | 1      | 0      |
| 2013/14 | → Kilmarnock  | Premiership   | 27         | 1          | 2     | 0     | —              | —              | 29     | 1      |
| 2014/15 | → Ross County | Premiership   | 28         | 2          | 2     | 0     | —              | —              | 30     | 2      |
| 2015/16 | Ross County   | Premiership   | 36         | 2          | 9     | 1     | —              | —              | 45     | 3      |
| 2016/17 | Burton Albion | Championship  | 42         | 10         | 2     | 0     | —              | —              | 44     | 10     |
| 2017/18 | Burton Albion | Championship  | 3          | 1          | 2     | 0     | —              | —              | 5      | 1      |
| 2017/18 | Hull City     | Championship  | 34         | 2          | 3     | 0     | —              | —              | 37     | 2      |
| 2018/19 | Hull City     | Championship  | 38         | 6          | 1     | 0     | —              | —              | 39     | 6      |
| 2019/20 | Hull City     | Championship  | 10         | 1          | 0     | 0     | —              | —              | 10     | 1      |
| 2020/21 | Hibernian     | Premiership   | 15         | 0          | 6     | 1     | —              | —              | 21     | 1      |
| 2021/22 | FC St. Pauli  | 2. Bundesliga | 28         | 1          | 3     | 0     | —              | —              | 31     | 1      |
| 2022/23 | FC St. Pauli  | 2. Bundesliga | 33         | 8          | 2     | 0     | —              | —              | 35     | 8      |
| 2023/24 | FC St. Pauli  | 2. Bundesliga | 27         | 6          | 3     | 0     | —              | —              | 30     | 6      |
| 2024/25 | FC St. Pauli  | Bundesliga    | 1          | 0          | 1     | 0     | —              | —              | 2      | 0      |
| Totaal  | Totaal        | Totaal        | 323        | 40         | 36    | 2     | 0              | 0              | 359    | 42     |

Bijgewerkt op 28 augustus 2024.

## Interlandcarrière
Irvine, die van Nederlandse komaf is, maakte zijn debuut in het Australisch voetbalelftal op 15 oktober 2013, toen met 0–3 gewonnen werd van Canada. Joshua Kennedy, Dario Vidošić en Mathew Leckie zorgden voor de doelpunten. Irvine moest van interim-bondscoach Aurelio Vidmar op de reservebank starten en hij viel een minuut voor tijd in voor Mile Jedinak. De andere Australische debutant dit duel was Oliver Bozanic (FC Luzern). Zijn eerste doelpunt volgde in zijn negende interland tegen de Verenigde Arabische Emiraten, waarvan met 2–0 werd gewonnen. Irvine mocht van bondscoach Ange Postecoglou in de basis beginnen en hij werd negen minuten voor tijd gewisseld ten faveure van Robbie Kruse. Na zeven minuten had hij op aangeven van James Troisi de score geopend. Via Mathew Leckie werd het uiteindelijk 2–0. Irvine werd door Bert van Marwijk opgenomen in de selectie van Australië voor het wereldkampioenschap 2018 in Rusland.
Irvine werd in november 2022 door bondscoach Graham Arnold opgenomen in de selectie van Australië voor het WK 2022. Tijdens dit WK werd Australië door Argentinië uitgeschakeld in de achtste finales nadat het in de groepsfase had verloren van Frankrijk en gewonnen van Tunesië en Denemarken. Irvine kwam in alle vier duels in actie.
| Interlands van Jackson Irvine voor Australië | Interlands van Jackson Irvine voor Australië | Interlands van Jackson Irvine voor Australië | Interlands van Jackson Irvine voor Australië | Interlands van Jackson Irvine voor Australië | Interlands van Jackson Irvine voor Australië | Interlands van Jackson Irvine voor Australië |
| №                                            | Datum                                        | Wedstrijd                                    | Uitslag                                      | Competitie                                   | Goals                                        |                                              |
| Als speler bij Kilmarnock                    | Als speler bij Kilmarnock                    | Als speler bij Kilmarnock                    | Als speler bij Kilmarnock                    | Als speler bij Kilmarnock                    | Als speler bij Kilmarnock                    | Als speler bij Kilmarnock                    |
| -------------------------------------------- | -------------------------------------------- | -------------------------------------------- | -------------------------------------------- | -------------------------------------------- | -------------------------------------------- | -------------------------------------------- |
| 1                                            | 15 oktober 2013                              | Canada – Australië                           | 0 – 3                                        | Vriendschappelijk                            |                                              |                                              |
| Als speler bij Ross County                   |                                              |                                              |                                              |                                              |                                              |                                              |
| 2                                            | 3 september 2015                             | Australië – Bangladesh                       | 5 – 0                                        | WK 2018 kwalificatie                         |                                              |                                              |
| 3                                            | 27 mei 2016                                  | Engeland – Australië                         | 2 – 1                                        | Vriendschappelijk                            |                                              |                                              |
| 4                                            | 4 juni 2016                                  | Australië – Griekenland                      | 1 – 0                                        | Vriendschappelijk                            |                                              |                                              |
| Als speler bij Burton Albion                 |                                              |                                              |                                              |                                              |                                              |                                              |
| 5                                            | 1 september 2016                             | Australië – Irak                             | 2 – 0                                        | WK 2018 kwalificatie                         |                                              |                                              |
| 6                                            | 6 oktober 2016                               | Saoedi-Arabië – Australië                    | 2 – 2                                        | WK 2018 kwalificatie                         |                                              |                                              |
| 7                                            | 15 november 2016                             | Thailand – Australië                         | 2 – 2                                        | WK 2018 kwalificatie                         |                                              |                                              |
| 8                                            | 23 maart 2017                                | Irak – Australië                             | 1 – 1                                        | WK 2018 kwalificatie                         |                                              |                                              |
| 9                                            | 28 maart 2017                                | Australië – Verenigde Arabische Emiraten     | 2 – 0                                        | WK 2018 kwalificatie                         | 7'                                           |                                              |
| 10                                           | 8 juni 2017                                  | Australië – Saoedi-Arabië                    | 3 – 2                                        | WK 2018 kwalificatie                         |                                              |                                              |
| 11                                           | 13 juni 2017                                 | Australië – Brazilië                         | 0 – 4                                        | Vriendschappelijk                            |                                              |                                              |
| 12                                           | 22 juni 2017                                 | Kameroen – Australië                         | 1 – 1                                        | Confederations Cup 2017                      |                                              |                                              |
| 13                                           | 25 juni 2017                                 | Chili – Australië                            | 1 – 1                                        | Confederations Cup 2017                      |                                              |                                              |
| Als speler bij Hull City                     |                                              |                                              |                                              |                                              |                                              |                                              |
| 14                                           | 31 augustus 2017                             | Japan – Australië                            | 2 – 0                                        | WK 2018 kwalificatie                         |                                              |                                              |
| 15                                           | 10 november 2017                             | Honduras – Australië                         | 0 – 0                                        | WK 2018 kwalificatie                         |                                              |                                              |
| 16                                           | 23 maart 2018                                | Noorwegen – Australië                        | 4 – 1                                        | Vriendschappelijk                            | 19'                                          |                                              |
| 17                                           | 27 maart 2018                                | Colombia – Australië                         | 0 – 0                                        | Vriendschappelijk                            |                                              |                                              |
| 18                                           | 1 juni 2018                                  | Australië – Tsjechië                         | 4 – 0                                        | Vriendschappelijk                            |                                              |                                              |
| 19                                           | 6 juni 2018                                  | Hongarije – Australië                        | 1 – 2                                        | Vriendschappelijk                            |                                              |                                              |
| 20                                           | 16 juni 2018                                 | Frankrijk – Australië                        | 2 – 1                                        | WK 2018                                      |                                              |                                              |
| 21                                           | 21 juni 2018                                 | Denemarken – Australië                       | 1 – 1                                        | WK 2018                                      |                                              |                                              |
| 22                                           | 26 juni 2018                                 | Australië – Peru                             | 0 – 2                                        | WK 2018                                      |                                              |                                              |
| 23                                           | 15 oktober 2018                              | Koeweit – Australië                          | 0 – 4                                        | Vriendschappelijk                            |                                              |                                              |
| 24                                           | 20 november 2018                             | Australië – Libanon                          | 3 – 0                                        | Vriendschappelijk                            |                                              |                                              |
| 25                                           | 30 december 2018                             | Oman – Australië                             | 0 – 5                                        | Vriendschappelijk                            | 89'                                          |                                              |
| 26                                           | 6 januari 2019                               | Australië – Jordanië                         | 0 – 1                                        | AK 2019                                      |                                              |                                              |
| 27                                           | 11 januari 2019                              | Palestina – Australië                        | 0 – 3                                        | AK 2019                                      |                                              |                                              |
| 28                                           | 15 januari 2019                              | Australië – Syrië                            | 3 – 2                                        | AK 2019                                      |                                              |                                              |
| 29                                           | 21 januari 2019                              | Australië – Oezbekistan                      | 0 – 0                                        | AK 2019                                      |                                              |                                              |
| 30                                           | 25 januari 2019                              | Verenigde Arabische Emiraten – Australië     | 1 – 0                                        | AK 2019                                      |                                              |                                              |
| 31                                           | 10 september 2019                            | Koeweit – Australië                          | 0 – 3                                        | WK 2022 kwalificatie                         |                                              |                                              |
| 32                                           | 10 oktober 2019                              | Australië – Nepal                            | 5 – 0                                        | WK 2022 kwalificatie                         |                                              |                                              |
| 33                                           | 15 oktober 2019                              | Taiwan – Australië                           | 1 – 7                                        | WK 2022 kwalificatie                         | 34', 36'                                     |                                              |
| 34                                           | 14 november 2019                             | Jordanië – Australië                         | 0 – 1                                        | WK 2022 kwalificatie                         |                                              |                                              |
| Als speler bij Hibernian                     |                                              |                                              |                                              |                                              |                                              |                                              |
| 35                                           | 3 juni 2021                                  | Koeweit – Australië                          | 0 – 3                                        | WK 2022 kwalificatie                         | 24'                                          |                                              |
| 36                                           | 11 juni 2021                                 | Nepal – Australië                            | 0 – 3                                        | WK 2022 kwalificatie                         |                                              |                                              |
| 37                                           | 15 juni 2021                                 | Australië – Jordanië                         | 1 – 0                                        | WK 2022 kwalificatie                         |                                              |                                              |
| 38                                           | 2 september 2021                             | Australië – China                            | 3 – 0                                        | WK 2022 kwalificatie                         |                                              |                                              |
| 39                                           | 7 september 2021                             | Vietnam – Australië                          | 0 – 1                                        | WK 2022 kwalificatie                         |                                              |                                              |
| 40                                           | 7 oktober 2021                               | Australië – Oman                             | 3 – 1                                        | WK 2022 kwalificatie                         |                                              |                                              |
| 41                                           | 12 oktober 2021                              | Japan – Australië                            | 2 – 1                                        | WK 2022 kwalificatie                         |                                              |                                              |
| 42                                           | 11 november 2021                             | Australië – Saoedi-Arabië                    | 0 – 0                                        | WK 2022 kwalificatie                         |                                              |                                              |
| 43                                           | 16 november 2021                             | China – Australië                            | 1 – 1                                        | WK 2022 kwalificatie                         |                                              |                                              |
| 44                                           | 27 januari 2022                              | Australië – Vietnam                          | 4 – 0                                        | WK 2022 kwalificatie                         |                                              |                                              |
| 45                                           | 1 februari 2022                              | Oman – Australië                             | 2 – 2                                        | WK 2022 kwalificatie                         |                                              |                                              |
| 46                                           | 1 juni 2022                                  | Australië – Jordanië                         | 2 – 1                                        | Vriendschappelijk                            |                                              |                                              |
| 47                                           | 7 juni 2022                                  | Verenigde Arabische Emiraten – Australië     | 1 – 2                                        | WK 2022 kwalificatie                         | 53'                                          |                                              |
| 48                                           | 13 juni 2022                                 | Australië – Peru                             | 0 – 0 (5 – 4 n.s.)                           | WK 2022 kwalificatie                         |                                              |                                              |
| 49                                           | 22 september 2022                            | Australië – Nieuw-Zeeland                    | 1 – 0                                        | Vriendschappelijk                            |                                              |                                              |
| 50                                           | 22 november 2022                             | Frankrijk – Australië                        | 4 – 1                                        | WK 2022                                      |                                              |                                              |
| 51                                           | 26 november 2022                             | Tunesië – Australië                          | 0 – 1                                        | WK 2022                                      |                                              |                                              |
| 52                                           | 30 november 2022                             | Australië – Denemarken                       | 1 – 0                                        | WK 2022                                      |                                              |                                              |
| 53                                           | 3 december 2022                              | Argentinië – Australië                       | 2 – 1                                        | WK 2022                                      |                                              |                                              |
| 54                                           | 24 maart 2023                                | Australië – Ecuador                          | 3 – 1                                        | Vriendschappelijk                            | 12'                                          |                                              |
| 55                                           | 28 maart 2023                                | Australië – Ecuador                          | 1 – 2                                        | Vriendschappelijk                            |                                              |                                              |
| 56                                           | 9 september 2023                             | Mexico – Australië                           | 2 – 2                                        | Vriendschappelijk                            |                                              |                                              |
| 57                                           | 13 oktober 2023                              | Engeland – Australië                         | 1 – 0                                        | Vriendschappelijk                            |                                              |                                              |
| 58                                           | 17 oktober 2023                              | Australië – Nieuw-Zeeland                    | 2 – 0                                        | Vriendschappelijk                            | 66'                                          |                                              |
| 59                                           | 16 november 2023                             | Australië – Bangladesh                       | 7 – 0                                        | WK 2022 kwalificatie                         |                                              |                                              |
| 60                                           | 21 november 2021                             | Palestina – Australië                        | 0 – 1                                        | WK 2022 kwalificatie                         |                                              |                                              |
| 61                                           | 6 januari 2024                               | Bahrein – Australië                          | 0 – 2                                        | Vriendschappelijk                            |                                              |                                              |
| 62                                           | 13 januari 2024                              | Australië – India                            | 2 – 0                                        | AK 2023                                      | 50'                                          |                                              |
| 63                                           | 18 januari 2024                              | Syrië – Australië                            | 0 – 1                                        | AK 2023                                      | 59'                                          |                                              |
| 64                                           | 23 januari 2024                              | Australië – Oezbekistan                      | 1 – 1                                        | AK 2023                                      |                                              |                                              |
| 65                                           | 28 januari 2024                              | Australië – Indonesië                        | 4 – 0                                        | AK 2023                                      |                                              |                                              |
| 66                                           | 2 februari 2024                              | Australië – Zuid-Korea                       | 1 – 2 n.v.                                   | AK 2023                                      |                                              |                                              |
| 67                                           | 21 maart 2024                                | Australië – Libanon                          | 2 – 0                                        | WK 2026 kwalificatie                         |                                              |                                              |
| 68                                           | 26 maart 2024                                | Australië – Libanon                          | 5 – 0                                        | WK 2026 kwalificatie                         |                                              |                                              |
| 69                                           | 6 juni 2024                                  | Bangladesh – Australië                       | 0 – 2                                        | WK 2026 kwalificatie                         |                                              |                                              |
| 70                                           | 11 juni 2024                                 | Australië – Palestina                        | 5 – 0                                        | WK 2026 kwalificatie                         |                                              |                                              |

Bijgewerkt op 28 augustus 2024.

## Erelijst
| Competitie  |        |         |        |        |
| Competitie  | Aantal | Jaren   |        |        |
| Celtic      | Celtic | Celtic  | Celtic | Celtic |
| ----------- | ------ | ------- | ------ | ------ |
| Premiership | 1      | 2012/13 |        |        |
| Ross County |        |         |        |        |
| League Cup  | 1      | 2015/16 |        |        |